# Colleyville
Colleyville – miasto w Stanach Zjednoczonych, w stanie Teksas, w północno-wschodniej części hrabstwa Tarrant. Miasto znajduje się na przedmieściach konurbacji Dallas–Fort Worth, 6 kilometrów na południe od Southlake. Według danych z 2023 ma 25,7 tys. mieszkańców. Jest to trzecie najbogatsze miasto Teksasu i należy do 20. najbogatszych miast USA.

## Demografia
Prawie trzy czwarte (72%) mieszkańców to biali niebędący Latynosami, następnie byli Latynosi (11,3%), Azjaci (8,7%) i Afroamerykanie (3,9%). Mieszkańcy deklarują głównie pochodzenie angielskie (17,1%), niemieckie (15,7%), irlandzkie (13,7%), „amerykańskie” (6,5%), meksykańskie (5,6%) i włoskie (5,5%).
Średni dochód gospodarstwa domowego (dane z 2023) w Colleyville wynosi 203 566 dolarów, zaś dochód na mieszkańca 95 559 dolarów. 2,7% mieszkańców żyje poniżej relatywnej granicy ubóstwa.